# Tricobezoar

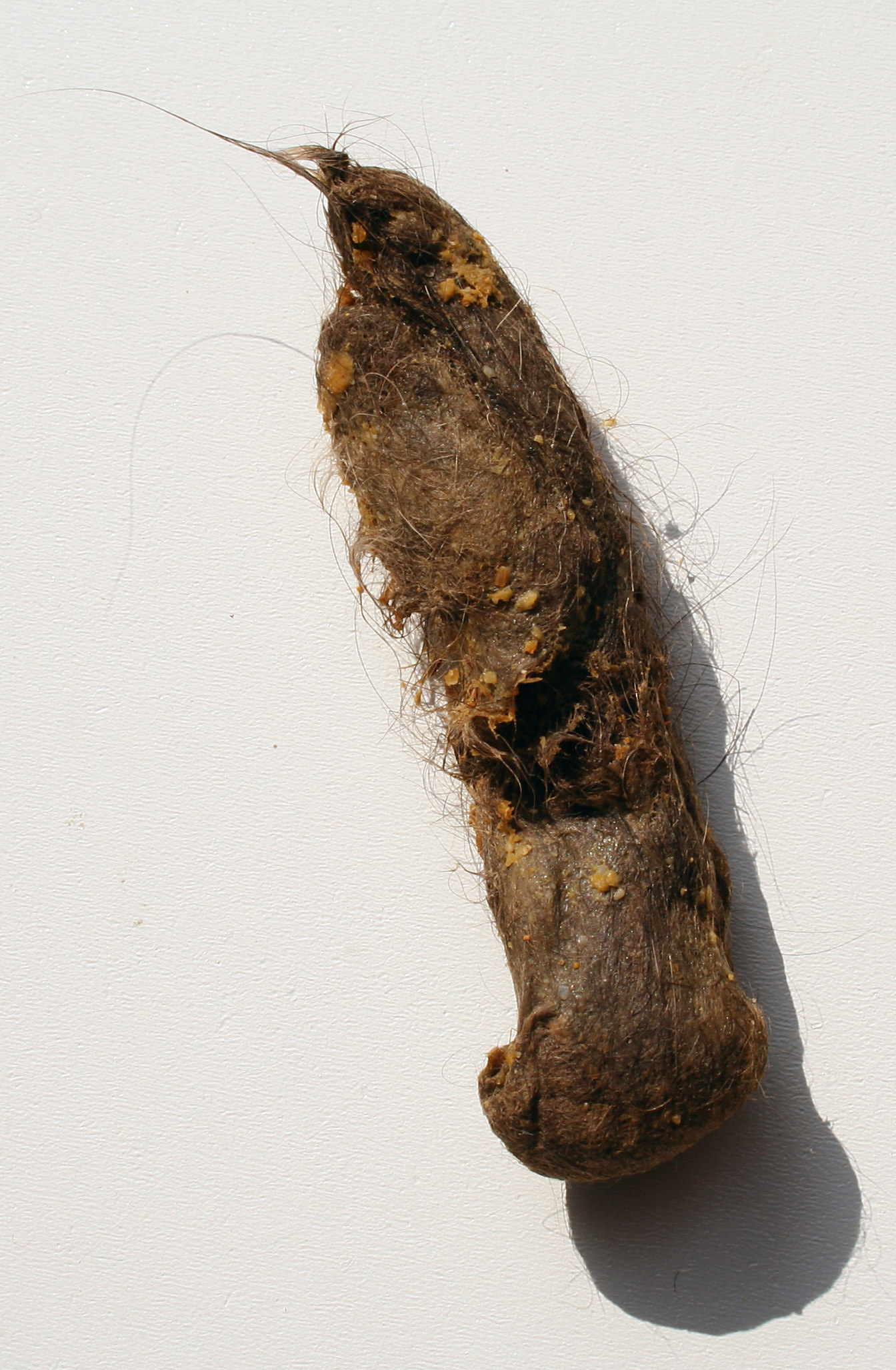
Uma bola de pelo felina de dez centímetros

Tricobezoar gástrico, também chamado de bola de pelo, pilobezoários ou pilobezoares, é uma pequena coleção de pêlos formada no estômago de animais, e raramente em humanos , que ocasionalmente é vomitada quando fica muito grande. As bolas de pelo são principalmente um cilindro alongado e apertado de pelo compactado, mas podem incluir pedaços de outros elementos, como comida engolida. Animais com bolas de pelo às vezes são confundidos com outras doenças do estômago, como linfossarcoma, tuberculose e tumor do baço.  Os gatos são especialmente propensos à formação de bolas de pelo, uma vez que se limpam lambendo seu pelo e, assim, ingeri-lo. Os coelhos também são propensos a bolas de pelo porque se limpam da mesma maneira que os gatos, mas as bolas de pelo são especialmente perigosas para os coelhos porque não podem regurgitar. Devido à fragilidade de seus sistemas digestivos, as bolas de pelo em coelhos devem ser tratadas imediatamente ou podem fazer com que o animal pare de se alimentar e morra por desidratação. O gado também é conhecido por acumular bolas de pelo, mas, como não vomitam, elas são encontradas geralmente após a morte e podem ser bastante grandes.

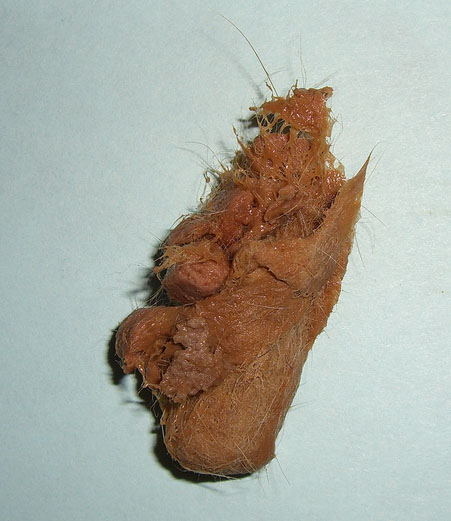
Uma bola de pelo felina de cinco centímetros

## Significado clínico
Um tricobezoar é um bezoar (uma massa encontrada presa no sistema gastrointestinal) formado a partir da ingestão de cabelo. Os tricobezoares são frequentemente associados à tricotilomania (puxar compulsivamente os cabelos). Os tricobezoares são raros, mas podem ser fatais se não forem detectados. Frequentemente, a intervenção cirúrgica é necessária.

## Sociedade e cultura
Embora incomum em humanos, algumas bolas de pelo foram relatadas. Essas bolas de pelo ocorrem quando os fios de cabelo se acumulam no estômago e não conseguem ser ejetados como resultado do atrito na superfície da mucosa gástrica. As bolas de pelo são frequentemente observadas em meninas como resultado de tricotilofagia, tricotilomania e pica. Em 2003, uma menina de três anos em Red Deer, Alberta, Canadá, teve uma bola de pelo do tamanho de uma toranja removida cirurgicamente de seu estômago; em 2006, uma mulher de dezoito anos de Chicago, Illinois, teve uma bola de pelo de 4,5 quilos removida cirurgicamente de seu estômago; e em 2014, uma bola de pelo de nove libras foi removida do estômago de um jovem de dezoito anos no Quirguistão. As bolas de pelo podem ser bastante perigosas para os humanos uma vez que o cabelo não pode ser digerido ou passado pelo sistema gastrointestinal humano e (supondo que seja identificado) até mesmo o vômito pode ser ineficaz na remoção da massa capilar. Isso pode resultar no comprometimento geral do sistema digestivo.

## Em gatos
Os gatos são conhecidos por gastarem muito tempo lambendo seu pelo para mantê-lo limpo. Na língua dos gatos existem espinhos voltados para trás com cerca de 0,5 milímetro, chamados papilas linguais, que contêm queratina, tornando-os rígidos. As papilas funcionam como um pente, e alguns gatos, especialmente os de pelo longo, às vezes regurgitam bolas de pelo em forma de salsicha com 2–3 cm de comprimento (0,8–1,2 polegadas), que se acumulam em seus estômagos devido à lambedura. Quando um gato lambe seu pelo, ele engole os pelos soltos, que podem se emaranhar e aderir, formando bolas de pelo no estômago ou intestino. Se essas bolas de pelo não forem eliminadas, podem levar a complicações mais graves, como obstrução intestinal, exigindo intervenção veterinária. Os sintomas comuns associados às bolas de pelo incluem vômito seco, tosse persistente e episódios de ânsia de vômito, todos indicando que o gato pode estar tendo dificuldade para expelir o material ingerido. A formação de bolas de pelo pode ser prevenida com o uso de produtos que facilitem a eliminação do pelo pelo intestino, e com a escovação regular do pelo com pente ou escova rígida.

## Síndrome de Rapunzel
A Síndrome de Rapunzel é uma doença intestinal extremamente rara em humanos, causada pela ingestão de cabelo (tricofagia). Essa síndrome ocorre quando o tricobezoar (bola de cabelo) se estende além do intestino delgado, às vezes até o intestino grosso, formando um longo rabo de cabelo. A síndrome recebeu esse nome em homenagem à Rapunzel, a garota de cabelos longos do conto dos Irmãos Grimm. A tricofagia também está às vezes associada ao transtorno de arrancar cabelos, a tricotilomania. No entanto, a Síndrome de Rapunzel é uma forma rara e incomum de tricobezoar. Desde 1968, menos de 40 casos foram registrados na literatura médica.